# Peter Luke
Peter Ambrose Cyprian Luke MC (St. Albans, Anglia, 1919. augusztus 12. – Cádiz, 1995. január 23.) brit író, szerkesztő és televíziós producer.

## Korai évei
Az angliai St. Albansban született, Sir Harry Luke és felesége, Joyce Evelyn Fremlin elsőszülött fiaként. Festő szeretett volna lenni, és a második világháború kitörése előtt két évig művészeti iskolába járt. A háborúban végzett szolgálataiért Katonai Kereszttel tüntették ki. Valamivel később Sydney Newman producer alatt dolgozott a brit televíziós drámaantológiában, az Armchair Theatre-ben történetszerkesztőként. 1967-ben színpadra adaptálta Frederick Rolfe VII. Hadrián című regényét. 1984-ben kiadott egy regényt, A domb másik oldala címmel, amely a félszigeti háború idején játszódik. Ebből a darabból 1993-ban a BBC rádiódrámát készített Michael Pennington és John Moffat főszereplésével, Glyn Dearman rendezésében.

## Magánélete
Felesége Carola Peyton-Jones halála után, Lettice Crawshaw-t vette el (egy lánya, egy fia elhunyt) vele kötött házassága felbomlott, végül pedig June Tobin (két fia, három lánya) volt a neje.
Hetvenöt éves korában, 1995. január 23-án hunyt el a spanyolországi Cádizban.

## Pályafutása
- 1946–47 – Alszerkesztő, Reuters News Desk
- 1947–57 – Borkereskedő
- 1958–62 – Történetszerkesztő, ABC Weekend TV
- 1962–63 – Szerkesztő, The Bookman című művészeti sorozat (ABC TV)
- 1963–64 – szerkesztő, Tempo (ABC TV)
- 1963–68 – Drámaproducer, író és rendező, a BBC TV-nél
- 1977–80 – igazgató, Edwards-Mac Liammoir Dublin Gate Színházi Társulat

## Művei
- 1967 – VII. Hadrián
- 1974 – Bloomsbury
- 1977 – Gyűrűk egy spanyol hölgynek
- 1978 – Proxopera
- 1985 – Házas szerelem: Marie Stopes apoteózisa
- 1987 – Yerma
- 1993 – A domb másik oldala; BBC-hangjáték, amely az egyetlen regényén alapul

## Fordítás
- Ez a szócikk részben vagy egészben  a   Peter Luke című angol Wikipédia-szócikk ezen változatának fordításán alapul.  Az eredeti cikk szerkesztőit annak laptörténete sorolja fel. Ez a jelzés csupán a megfogalmazás eredetét és a szerzői jogokat jelzi, nem szolgál a cikkben szereplő információk forrásmegjelöléseként.